# Bolesław Kwiatkowski
Bolesław Kwiatkowski, né le 28 juillet 1942, à Varsovie, en Pologne et mort le 13 février 2021 à Sydney (Australie), est un ancien joueur polonais de basket-ball. Il évolue durant sa carrière au poste d'arrière.

## Palmarès
- Coupe de Pologne 1958, 1971
- 3e du championnat d'Europe 1967